# Ecuvilly
Ecuvilly – miejscowość i gmina we Francji, w regionie Hauts-de-France, w departamencie Oise.
Według danych na rok 1990 gminę zamieszkiwały 214 osoby, a gęstość zaludnienia wynosiła 37 osób/km² (wśród 2293 gmin Pikardii Ecuvilly plasuje się na 784. miejscu pod względem liczby ludności, natomiast pod względem powierzchni na miejscu 804.).